# Model mèdic de l'autisme
El model mèdic de l'autisme promou la recerca contínua de les causes de l'autisme, amb l'objectiu primordial de trobar una manera de prevenir o curar l'autisme. Es tracta d'un subconjunt del model mèdic de discapacitat en general. El model defensa diversos objectius, incloent-hi una major sensibilització sobre la prevalença de l'autisme, un diagnòstic primerenc i més accessible, l'eliminació dels comportaments autistes a través de tractaments com l'anàlisi del comportament aplicat, la identificació de factors ambientals que poden causar l'autisme en la infància, i la identificació d'un marcador genètic que permeti descobrir l'autisme a l'úter.
Els defensors del model mèdic creuen que l'autisme és un trastorn causat per defectes genètics o danys ambientals, que el valor dels talents atribuïts a l'autisme no supera els dèficits, i que la majoria dels autistes millorarien la seva vida si no fossin autistes. Per exemple, la llavors presidenta d'Autism Speaks, Liz Feld, va dir que un terç de les persones amb autisme també tenen un trastorn convulsiu, la meitat pateixen complicacions digestives serioses, el 49% vaguen i més del 30% són no-verbals.
Moltes organitzacions s'adhereixen al model mèdic, la majoria de les quals tenen estatus sense ànim de lucre. Els moviments dels drets dels autistes i de la neurodiversitat són crítics de la visió mèdica.

## Definició mèdica de l'autisme
L'autisme es defineix en el DSM-IV-TR com a exposició d'almenys sis símptomes totals, incloent almenys dos símptomes de deteriorament qualitatiu en la interacció social, com a mínim un símptoma de deteriorament qualitatiu en la comunicació, i almenys un símptoma de comportament d'interessos limitats i conductes repetitives.
Els símptomes de la mostra inclouen la manca de reciprocitat social o emocional, l'ús estereotipat i repetitiu del llenguatge o el llenguatge idiosincràtic, i la preocupació persistent amb parts d'objectes. L'inici ha de ser anterior als tres anys, amb retards o un funcionament anormal en la interacció social, el llenguatge utilitzat en la comunicació social, o el joc simbòlic o imaginari. El trastorn no ha de ser millor explicat per la síndrome de Rett o el trastorn desintegratiu infantil.

## Defensa del model mèdic
El model mèdic ha estat la postura més popular sobre l'autisme des que la condició fos identificada per Leo Kanner i Hans Asperger el 1943. Els investigadors de l'època creien que l'autisme era similar a l'esquizofrènia, però que els pacients estaven més involucrats en els seus propis pensaments.
El 1965, la National Society for Autistic Children (Societat Nacional d'Infants Autistes), que més tard es va anomenar Autism Society of America (ASA, Societat d'Autisme d'Amèrica), va ser fundada per Bernard Rimland i Ruth C. Sullivan, juntament amb un petit grup d'altres pares. La Societat d'Autisme no advoca explícitament sobre el guariment de l'autisme.
El 1995, l'Autism Research Institute (ARI, Institut de Recerca sobre l'Autisme) va començar a acollir les seves conferències anuals Defeat Autism Now! (DAN!, Derrota l'àutisme ara!) per debatre sobre els últims avenços en recerca. A partir de la conferència de 2011, ARI va canviar de nom la conferència per ARI i va suspendre la llista dels metges del DAN!.
El 2005, Bob Wright i Suzanne Wright van fundar Autism Speaks (Parla l'autisme) un any després que el seu net Christian fos diagnosticat com a autista. Autism Speaks s'ha convertit en l'organització més reconeguda mundialment relacionada amb l'autisme. Altres celebritats que defensen el model mèdic són Ed Asner, Toni Braxton, Jim Carrey, Byron Dafoe, Sarah Gardner, Robert F. Kennedy, Jr., Olaf Kölzig, Scott Mellanby, Zack Peter, AJ Rafael i Mike Rio.
El 2 d'abril de 2008, es va celebrar el primer Dia Mundial de la sensibilització sobre l'autisme després d'una resolució del desembre de 2007 de l'Assemblea General de les Nacions Unides (A/RES/62/139) que reconeixia la data.

### Grups actuals que promouen el model mèdic
- Athletes Against Autism (AAA, Atletes contra l'autisme), és una associació d'atletes fundada per tres jugadors de la National Hockey League estatunidenca, que aprofita l'estatus de celebritats dels atletes per promoure la sensibilització i la recaptació de fons.
- Autism Research Institute (ARI, Institut de Recerca sobre l'Autisme) és una font d'informació que defensa diversos mètodes de tractament de l'autisme, alguns dels quals han estat desacreditats per metges. L'ARI va organitzar una conferència anual anomenada Defeat Autism Now! (DAN!, Derrota l'àutisme ara!) entre 1995 i 2011.
- Autism Speaks (Parla l'autisme) és una organització dedicada a la sensibilització, la investigació i la promoció de les polítiques públiques. Autism Speaks s'ha fusionat amb National Alliance for Autism Research (NAAR, Aliança Nacional per a la Investigació de l'Autisme) i amb Cure Autism Now (CAN, Cura ara l'autisme).
- Center for Autism and Related Disorders (CARD, Centre per l'Autisme i Trastorns Relacionats) és un servei de teràpia que principalment proporciona a les famílies tractaments d'anàlisi del comportament aplicat.

## Esdeveniments i activitats
- L'any 2002, l'Autism Awareness Campaign UK (Campanya de sensibilització de l'autisme del Regne Unit) va iniciar l'Autism Sunday (el diumenge autista), un dia internacional de pregària celebrat el segon diumenge de febrer.
- Abril és designat com el «Mes de la sensibilització de l'autisme» (anomenat «Mes de l'acceptació de l'autisme» en el moviment dels drets dels autistes) per promoure la cobertura mediàtica i la captació de fons per a organitzacions relacionades amb l'autisme. El 2008, una resolució de l'Assemblea General de les Nacions Unides va reconèixer el 2 d'abril com a Dia Mundial de la sensibilització sobre l'autisme.[6][7][8][9]
- El 2010, Autism Speaks va promoure Light It Up Blue (Il·lumina amb blau), una campanya de sensibilització i recaptació de fons que instava els propietaris i les empreses a reemplaçar les seves bombetes amb bombetes blaves el 2 d'abril.

## Problemes

### Cura i prevenció
La perspectiva dels que volen curar l'autisme veu l'autisme com un trastorn caracteritzat per diversos trastorns, principalment en la comunicació i la interacció social. Encara que puguin reconèixer trets positius (com la síndrome de savant), no els veuen superiors als negatius. En general, les organitzacions professionals afavoreixen el model mèdic de discapacitat pel que fa a l'autisme. Creuen que els comportaments atípics dels individus autistes són un detriment per a l'èxit dels individus, tant socialment com professional, i, per tant, han de ser reduïts o eliminats a través de la teràpia. Les experiències de la vida de les persones autistes es consideren subestàndard i una càrrega per als seus cuidadors.
Suzanne Wright, co-fundadura d'Autism Speaks, va publicar una «Crida a l'acció» en el moment de la primera cimera de política nacional de l'organització a Washington, DC, explicant la urgència del que va anomenar «la crisi de l'autisme». En aquest assaig, s'assumeix que els nens autistes són «desapareguts» i «greument malalts», i detalla les experiències exhaustives dels seus pares:
| « | Cada dia, al llarg d'aquest país, aquells tres milions de mares, pares i altres cuidadors que he esmentat es desperten als sons del seu fill o filla que viuen a casa. Això és, si ja no estan desperts. Diguem la veritat, molts d'ells amb prou feines dormen o, quan ho fan d'alguna manera, dormen amb una oïda cap a l'habitació del seu fill, sempre esperant. Es pregunten què passarà a continuació. Intentaran escapar? Es faran mal? Llençaran la roba? Pujaran pels mobles? Destrossaran el frigorífic? De vegades, el silenci és pitjor. Aquestes famílies no viuen. Existeixen? Respiren? - si. Mengen? - si. Dormen? - potser. - Treballen? - segur que molt. Això és l'autisme. | » |

### Sensibilització de l'autisme

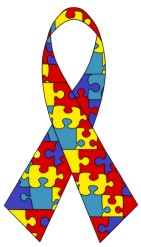
La cinta de trencaclosques és el símbol més reconegut per a la sensibilització de l'autisme

Les campanyes de sensibilització de diverses organitzacions criden l'atenció sobre la prevalença de l'autisme, estimada l'any 2012 com 1 de cada 68 individus (1 de cada 42 homes, 1 de cada 189 dones) pels Centers for Disease Control and Prevention (CDC, Centres de Control i Prevenció de Malalties) dels Estats Units. Aquesta xifra ha passat de l'estimada a 1 de 150 de l'any 2000. L'estadística de prevalença s'utilitza per descriure l'abast i la mida del problema, i l'increment del temps s'utilitza per enquadrar el problema amb urgència. Algunes organitzacions i individus fins i tot ho anomenen «epidèmia d'autisme».
Les campanyes de sensibilització eduquen a la gent no només sobre la prevalença de l'autisme, sinó també sobre la seva caracterització. Gairebé totes les organitzacions relacionades amb l'autisme tenen un fullet o una secció de la seva pàgina web que descriu què és l'autisme, de manera que dona suport el punt de vista de l'organització. Les descripcions utilitzades pel model mèdic es basen generalment en els fets i en el llenguatge utilitzat en revistes mèdiques.
L'autisme es classifica com un trastorn en el Manual de Diagnòstic i Estadístic dels Trastorns Mentals (DSM) i en el Classificació Internacional de Malalties (CIM). S'ha intentat posar una xifra sobre el cost financer de l'autisme, adreçada tant a acadèmics com a la gent normal.

## Crítiques al model mèdic
Activistes com Jim Sinclair i Donna Williams, i organitzacions com Aspies For Freedom (AFF, Aspergers per la llibertat) i Autistic Self Advocacy Network (ASAN, Xarxa d'autodefensa dels autistes) afirmen que l'autisme no és un trastorn, sinó una variant normal dins de la diversitat neurològica del genoma humà. Les lluites afrontades per persones autistes es atribueixen a la discriminació més que a les deficiències. Els defensors de la perspectiva anti-cura creuen que les peculiaritats i la singularitat dels individus autistes s'han d'acceptar, i que els esforços per eliminar l'autisme no s'han de comparar, per exemple, amb la curació del càncer sinó, per contra, amb la idea antiquada de curar els esquerrans.
Les teràpies que intenten restringir els comportaments autistes, especialment l'anàlisi del comportament aplicat (ABA), han estat desafiats per motius ètics. Els activistes dels drets dels autistes sostenen que la teràpia ABA i la restricció d'estímuls «i altres mecanismes d'afrontament autistes» són mentalment perjudicials, que la teràpia d'aversió i l'ús de restriccions són físicament nocives, i que els tractaments alternatius com la quelació són perillosos.
Michelle Dawson, escriptora canadenca i defensora dels autistes, va declarar davant els tribunals contra el finançament del govern per a la teràpia ABA. Una persona autista anomenada Jane Meyerding va criticar la teràpia que intenta eliminar els comportaments autistes perquè diu que els comportaments que la teràpia intenta eliminar són intents de comunicar-se.